# Philippikosz bizánci császár

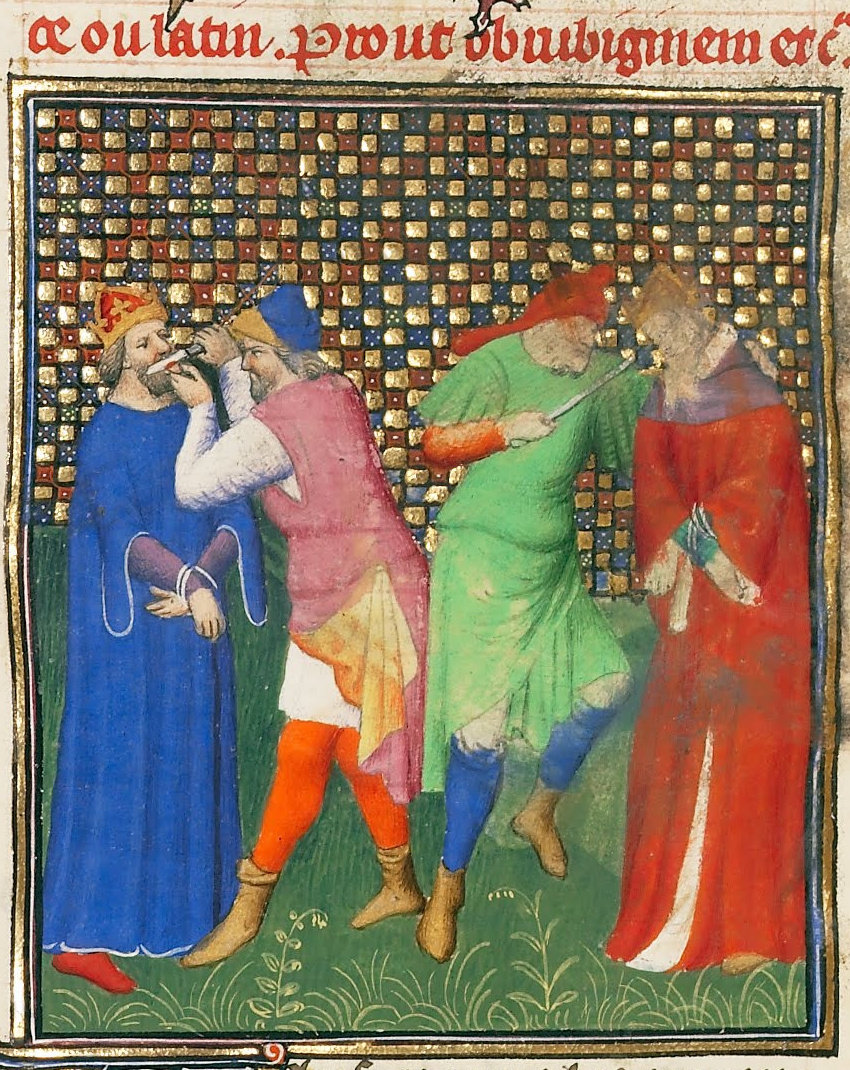
Philippikosz megvakítása (jobbra) és II. Iusztinianosz bizánci császár orrának levágása (balra)

Philippikosz (ógörögül: Φιλιππικός, latinul: Philippicus), eredeti nevén Bardanész (ógörögül: Βαρδάνης, latinul: Bardanes, (Örményország, 7. század – Dalmácia, 714. január 20.), uralkodott 711 decembere – 713. június 3.) a Bizánci Birodalom apai ágon örmény származású császára volt, akinek legmaradandóbb tette a krisztológiai viták újraélesztése volt.

## Út a trónra
Philippikosz, a patricius Niképhorosz fia katonai karriert futott be, és már 695-ben, II. Iusztinianosz első megbuktatásakor trónkövetelőként lépett fel a II. Kónsztasz uralkodása óta elnyomott monothelétizmus hívei támogatását élvezve. Tettéért a trónt végül megszerző Leontiosz Kefaloniába, majd a hatalmát 705-ben restauráló II. Iusztinianosz a krími Kherszónba száműzte.
A véres császári uralom ellen a Philippikosz nevet felvevő Bardanész sikeresen fellázította a helyieket, és a területszerzési ambícióktól hajtott Kazár Birodalom segítségére is számíthatott. A hadsereget is sikerült fellázítania, majd gond nélkül vonult be Konstantinápolyba. A gyűlölt Jusztinianosszal Anatóliában végzett egyik tisztje menekülés közben.

## Vallásügyek
Philippikosz amint tehette, leváltotta Kürosz pátriárkát, és helyére VI. Jánost nevezte ki, aki maga is monotheléta volt. A császár rendeletileg elutasította a VI. egyetemes zsinat monothelétizmust elítélő határozatait, ami egyházi berkekben nagy felháborodást váltott ki. Constantinus pápa nem volt hajlandó az eretnek császár arcképével pénzt veretni, és a római oklevelek még a nevét sem említették a datálásban. Mindezt számtalan szimbolikus gesztus tarkította: Philippikosz eltávolíttatta a VI. zsinat ábrázolását és a róla megemlékező feliratot, hogy Szergiosz pátriárka és a saját képmását helyezze el, mire a pápa elrendelte az összes addigi egyetemes zsinat ábrázolásának elhelyezését.

## Bukás
A 695 óta tartó bizonytalanság kedvezett az araboknak, akik Anatóliában igyekeztek mind több területet megszerezni Bizánctól. Philippikosz helyzetét nehezítette, hogy Iusztinianosz szövetségese, az őt másodszor trónra segítő bolgár Tervel kán bosszút követelve megrohanta Konstantinápolyt. A birodalom balkáni erői képtelenek voltak ellenállni a zömmel szlávokból álló haderővel szemben, így a Kis-Ázsiából, az Opszikion themából rendelt át alakulatokat a Boszporusz túlpartjára. A kiszemelt katonaság azonban fellázadt, és 713. június 3-án megvakították az uralkodót.
Utódja Artemiosz, saját személyi titkára lett, aki trónra lépve az Anasztasziosz nevet vette fel.